# 恩里克·马西普
恩里克·马西普（西班牙語：Enric Masip，1969年9月1日—），西班牙男子手球运动员。他曾代表西班牙国家队参加1992年和2000年夏季奥林匹克运动会手球比赛，其中2000年奥运会获得一枚铜牌。